# Chlorophytum gothanense
Chlorophytum gothanense är en sparrisväxtart som beskrevs av Malpure och Shrirang Ramchandra Yadav. Chlorophytum gothanense ingår i släktet ampelliljor, och familjen sparrisväxter. Inga underarter finns listade i Catalogue of Life.